# Jazzstudio Nürnberg

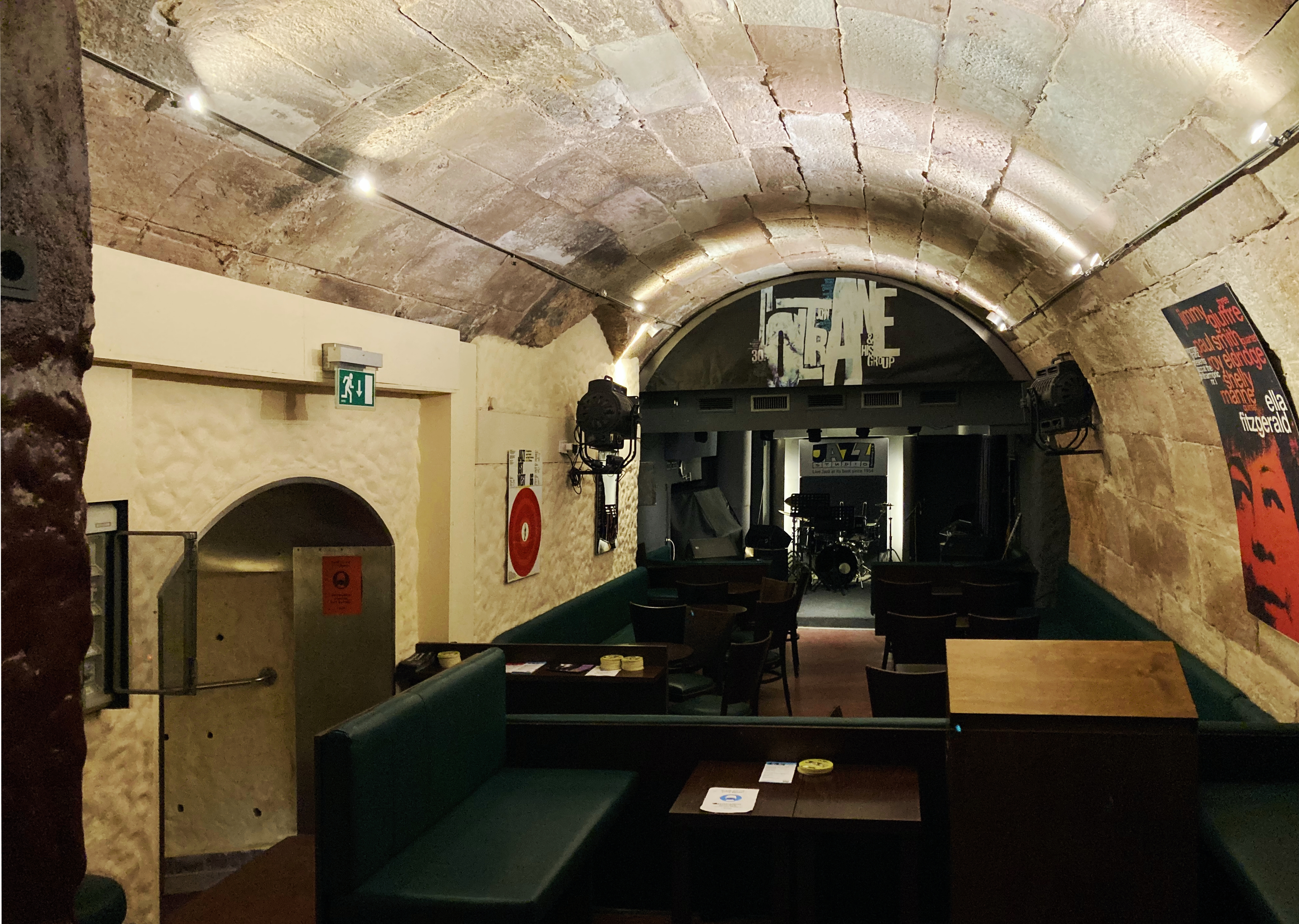
Konzertsaal im Gewölbekeller

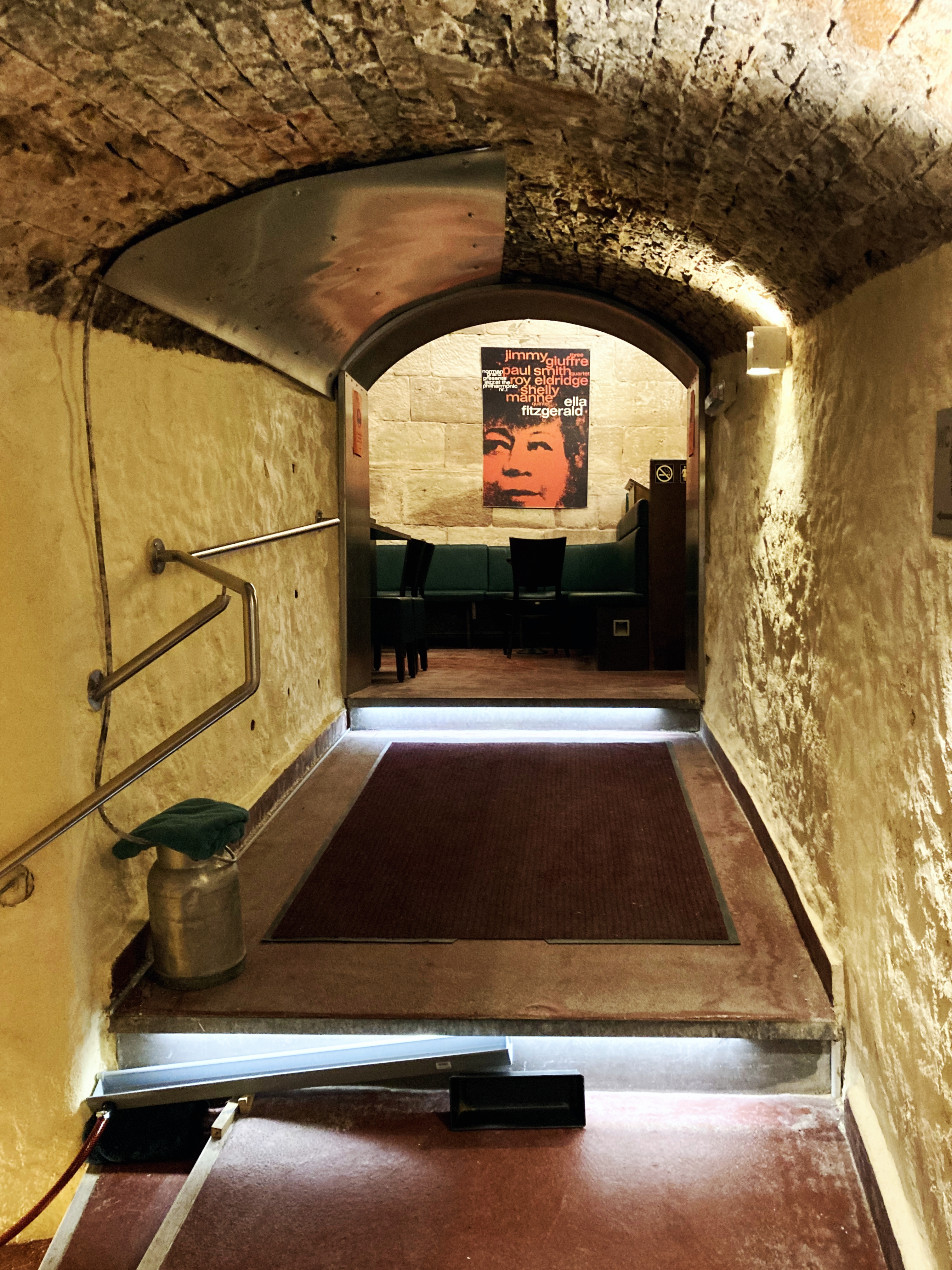
Gang zum Konzertsaal

Das Jazzstudio Nürnberg, 1954 gegründet, ist ein Jazzclub in Nürnberg. Organisiert ist es als gemeinnütziger Verein, der 2024 mehr als 250 Mitglieder umfasst. Das Jazzstudio Nürnberg gilt als der zweitälteste Jazzclub Deutschlands.
In dem Jazzkeller, der am Paniersplatz 27/29 in den Gewölben unterhalb der Burg angesiedelt ist, finden aktuell vor allem freitags und samstags Konzerte statt. Mit siebzig Veranstaltungen jährlich werden alle Stile des Jazz abgedeckt, wobei jede Spielart ein eigenes Publikum anzieht. Seit 1980 veranstaltet der Verein zudem in Kooperation mit den Nürnberger Nachrichten in der Tafelhalle die Reihe Art of Jazz. Die Studierenden der Hochschule für Musik Nürnberg haben seit 2010 die Möglichkeit, sich alljährlich beim Festival Young Lions on Stage zu präsentieren.

## Geschichte
Nach der Zeit des Nationalsozialismus, in der Jazz als unerwünschte, „entartete Musik“ gegolten hatte, stieß Jazzmusik bei vielen jungen Leuten in Deutschland auf große Begeisterung. Bereits Ende der 1940er Jahre gründeten in Nürnberg Jazzbegeisterte einen Jazzclub. Eine erste Heimat fand er im German Youth Activity Center (GYA) am Dutzendteich. Am 2. April 1954 wurde in der Gaststätte Augsburger Hof der Jazz Club Nürnberg gegründet, 1955 als Jazz Studio Nürnberg auf Antrag von Walter Schätzlein ins Vereinsregister eingetragen.
Etwas früher, 1952, gründete sich der „Jazz Club Synkope Nürnberg-Fürth“ und organisierte erste Jazz-Abende in Fürth. Daraus entstand die Clubband Canal-Street Ramblers, später Castle Ramblers. Zunächst verstanden sich die beiden Clubs als Konkurrenten. Doch als die Synkope 1958 ihre Räume verlassen musste, traten die meisten Mitglieder der Synkope ins „Jazz-Studio“ ein.
Oktober 1954 begannen die Renovierungsarbeiten im heutigen Jazzkeller im Burgviertel, und im Dezember 1954 wurde der Keller eröffnet. Bald konzertierten dort Jazzmusiker wie Max Greger oder Hazy Osterwald. In der Reihe „Jazztime“ traten ab 1957 auf Joachim Ernst Berendt, Albert Nicholas, das Wolfgang-Lauth-Quartett, die Two Beat Stompers und das Ensemble von Albert Mangelsdorff. Bald kamen internationale Künstler wie Count Basie, Chet Baker, Chico Freeman, Tomasz Stańko, Tim Berne oder Marty Ehrlich.
In den 1970er Jahren entstand mit Jazz Ost-West im zweijährlichen Turnus eine Veranstaltungsreihe, die Jazzmusiker aus Ost und West zusammenbrachte, quer durch den Eisernen Vorhang. Seit 1986 wurde zunächst zweimal wöchentlich das Programm Jazztime Nürnberg im lokalen Hörfunk mit eigener Sendelizenz gesendet, derzeit (2014) eine Sendung pro Woche.
2021 wurde der Club mit dem APPLAUS-Preis (Auszeichnung der Programmplanung unabhängiger Spielstätten) in der Kategorie Programm und einem Preisgeld von 25.000 Euro ausgezeichnet. Der Preis wird von der Initiative Musik mit Projektmitteln der Beauftragten der Bundesregierung für Kultur und Medien realisiert und stellt den höchstdotierten Musikpreis der Bundesregierung dar.